# Bang Khae
Bang Khae (in thailandese: บางแค) è uno dei 50 distretti (khet) della città di Bangkok, in Thailandia.